# Emathis
Emathis Simon, 1899 è un genere di ragni appartenente alla famiglia Salticidae.

## Caratteristiche
Questo genere ha vari caratteri diagnostici in comune con Lepidemathis, che comprende solo due specie endemiche delle Filippine.

## Distribuzione
Delle 10 specie oggi note di questo genere, 3 sono state reperite nelle Filippine, 3 sull'isola di Sumatra, 4 sono endemiche di Porto Rico e 1 di Cuba.

## Tassonomia
Le specie rinvenute nelle Indie occidentali probabilmente necessitano di una riclassificazione, secondo l'aracnologa Bryant dal 1940.
A dicembre 2010, si compone di 10 specie:
- Emathis astorgasensis Barrion & Litsinger, 1995 — Filippine
- Emathis coprea (Thorell, 1890) — Sumatra
- Emathis luteopunctata Petrunkevitch, 1930 — Porto Rico
- Emathis makilingensis Barrion & Litsinger, 1995 — Filippine
- Emathis minuta Petrunkevitch, 1930 — Porto Rico
- Emathis portoricensis Petrunkevitch, 1930 — Porto Rico
- Emathis scabra (Thorell, 1890) — Sumatra
- Emathis tetuani Petrunkevitch, 1930 — Porto Rico
- Emathis unispina Franganillo, 1930 — Cuba
- Emathis weyersi Simon, 1899[3] — da Sumatra alle Filippine